# Coco Brown
Coco Brown (n. 16 septembrie 1978 în Toledo, Ohio) este o actriță porno americană. Ea este cunoscută sub nume diferite ca Cocoa Brown, Honey și Honey Love.

## Premii și nominalizări
| An   | Premiu      | Nominalizare     | Film | Rezultat     |
| ---- | ----------- | ---------------- | ---- | ------------ |
| 2002 | Venus Award | Best New Starlet |      | Nominalizare |